# چه جوری تا همیشه زنده باشی (فیلم)
چه جوری تا همیشه زنده باشی (انگلیسی: Ways to Live Forever) یک فیلم در ژانر درام به کارگردانی گوستاوو ران است که در سال ۲۰۱۰ منتشر شد. از بازیگران آن می‌توان به روبی کی، الکس اتل، بن چاپلین، امیلیا فاکس، و گرتا اسکاکی اشاره کرد.

## اقتباس
این فیلم بر پایه کتابی با عنوان «چه جوری تا همیشه زنده باشی» اثر سالی نیکولاس ساخته شد.